# Die Zauberer vom Waverly Place – Der Film
Die Zauberer vom Waverly Place – Der Film ist ein Fernsehfilm der Walt Disney Company zur Disney-Channel-Serie Die Zauberer vom Waverly Place. Der Disney Channel Original Movie wurde am 28. August 2009 in den USA erstausgestrahlt. Beim deutschen Ableger des Disney Channels wurde er am 30. Oktober 2009 erstausgestrahlt, die Free-TV-Premiere fand am 29. November 2009 auf ORF 1 und ProSieben statt. Der Film erhielt 2010 den Emmy Award als „Beste Kindersendung“.

## Handlung
Die Familie Russo macht eine Urlaubsreise in die Karibik. Die rebellierende Alex will nicht auf diese Reise mitkommen, doch nachdem sie ein weiteres Mal unerlaubt gezaubert hat, wird sie gezwungen, den Urlaub mitzumachen. Obwohl es ein netter Familienurlaub sein sollte, sieht Alex es als Strafe an, denn sie wollte bei ihrer Freundin Harper zu Hause bleiben. Außerdem ist sie genervt, dass ihre Eltern Jerry und Theresa ihr alles vorschreiben, obwohl sie bereits 16 Jahre alt ist. Nachdem Theresa ihrer Tochter, nach einem weiteren Streit, Hausarrest und Magieverbot erteilt hat, ist Alex wütend und wünscht sich, dass ihre Eltern sich nie begegnet wären. Aufgrund der Tatsache, dass Alex bei ihrem Gefühlsausbruch den mächtigen Familienzauberstab in der Hand hält, wird ihr Wunsch Realität.
Ihre Eltern vergessen alles über ihre eigentliche Familie. Jerry besitzt noch seine Zauberkräfte, da er nie geheiratet hat. Theresa denkt, Alex sei eine junge Angestellte der Hotelanlage, und Justin, Alex und Max fangen an, ihre Vergangenheit zu vergessen. Unter extremen Zeitdruck stehend, versuchen sie nun, den Wunsch rückgängig zu machen und die Familie zu retten. Jerry rät Justin, dass sie den Stein der Träume suchen sollen. Dieses Artefakt hat die Macht, jeden Wunsch zu erfüllen und jeden Zauber rückgängig zu machen, aber jede Person hat nur einmal die Möglichkeit, ihn einzusetzen.
Während sich Alex, Justin und Archie auf den Weg machen, den Stein der Träume zu finden, versucht Max, seine Eltern wieder zusammenzubringen. Archie ist ein ehemaliger Zauberer, der die einzige funktionierende Karte zum Stein der Träume besitzt und mit dessen Hilfe er seinen Vogel in einen Menschen zurückverwandeln will. Schließlich holt die Realität Max ein und er verschwindet als Erster, da er nie geboren werden würde. In der Zwischenzeit haben Justin und Alex es geschafft den Stein der Träume zu bekommen. Dieser wird ihnen jedoch von Archies Vogel gestohlen. Jerry sieht die letzte Möglichkeit die Familie zu retten darin, dass Alex oder Justin einen Zauber ausführt, der aber nur gelingt, wenn man ein vollwertiger Zauberer ist. Eine volle Zauberkraft kann jedoch nur einer der Geschwister bekommen. Da sie keine andere Wahl haben, tragen Justin und Alex den Zauberer-Wettstreit vorzeitig gegeneinander aus, damit einer von ihnen ein vollwertiger Zauberer wird und den rettenden Spruch sprechen kann.
Letztendlich gewinnt Alex und erlangt ihre volle Zauberkraft. Kurz darauf verschwindet auch Justin. In ihrer Verzweiflung weiß Alex nicht, was sie tun soll und sie schafft es nicht den Zauber auszuführen. Doch in der Zwischenzeit bekommt Theresa den Stein von Archie. Obwohl sie immer noch fest der Meinung ist, keine Kinder zu haben und nicht verheiratet zu sein, gibt sie den Stein Alex, weil sie das Gefühl hat ihr unbedingt helfen zu wollen. Alex wünscht sich, dass alles so sein soll, wie es war.
Dieser Wunsch geht in Erfüllung, und alles ist wieder wie vorher. Nur Justin, Alex und Max erinnern sich an das, was passiert ist. Jerry und Theresa haben von den Ereignissen keine Ahnung, aber sind erfreut darüber, dass sich ihre Kinder plötzlich nicht mehr streiten und total begeistert vom Familienurlaub sind.
Die Handlung des Films hat keinen Einfluss auf die Handlung der Serie. Dass sie aber auch aus Sicht der Serien-Welt zumindest stattgefunden hat, wird gelegentlich angedeutet.

## Entstehung und Veröffentlichung
| Figur                | Darsteller           | Dt. Synchronsprecher    |
| -------------------- | -------------------- | ----------------------- |
| Alex Russo           | Selena Gomez         | Gabrielle Pietermann    |
| Justin Russo         | David Henrie         | Patrick Roche           |
| Max Russo            | Jake T. Austin       | Maximilian Belle        |
| Harper Finkle        | Jennifer Stone       | Farina Brock            |
| Theresa Larkin-Russo | Maria Canals-Barrera | Kathrin Simon           |
| Jerry Russo          | David DeLuise        | Oliver Mink             |
| Archie               | Steve Valentine      | Jakob Riedl             |
| Giselle              | Jennifer Alden       | Marieke Oeffinger       |
| Javier               | Xavier Torres        | Marcantonio Moschettini |

Der Dreh begann am 15. Februar 2009 und dauerte rund sechs Wochen. Hauptsächlich wurde in Puerto Rico gedreht, aber auch in New York City und Los Angeles. Die deutsche Bearbeitung erfolgte bei der Film- & Fernseh-Synchron unter Buch und Dialogregie von Ursula von Langen. Aufnahmetonmeister war Johannes Stockmann, den Synchronschnitt besorgte Alexandra Seidl. Die Aufnahmeleitung lag bei Monika Mnich und die kreative Gesamtleitung bei Lisa Riedl.
| Fernsehsender      | Datum         | Zuschauer |
| ------------------ | ------------- | --------- |
| Disney Channel USA | 28. Aug. 2009 | 13,5 Mio. |
| Disney Channel     | 30. Okt. 2009 | —         |
| ProSieben          | 29. Nov. 2009 | 1,63 Mio. |
| SF zwei            | 29. Nov. 2009 | —         |
| ORF 1              | 29. Nov. 2009 | —         |
| Super RTL          | 5. März 2010  | 1,65 Mio. |

Am 3. Juni 2010 kündigte Disney einen zweiten Film an mit einem Drehbuch von Dan Berendsen. Am 25. April 2011 hat Selena Gomez in einem Interview gesagt, dass bis dato keine Dreharbeiten angesetzt waren. Im September 2012 wurde schließlich ein Reunion-Fernsehfilm mit allen Serien-Hauptdarstellern angekündigt, der die Serienhandlung fortführt.